# Cheilanthes ceterachoides
Cheilanthes ceterachoides är en kantbräkenväxtart som beskrevs av A. W. Klopper och Klopper. Cheilanthes ceterachoides ingår i släktet Cheilanthes och familjen Pteridaceae. Inga underarter finns listade.